# Novembre 1856

## Événements
- 4 novembre : victoire du démocrate James Buchanan à l’élection présidentielle aux États-Unis.

- 1er novembre : la Grande-Bretagne déclare la guerre à la Perse à la suite de la prise d’Herat par les troupes Perses (fin en 1857). Le chah, qui ne reçoit ni le soutien de la population, ni celui des religieux, est contraint de négocier.

## Naissances
- 12 novembre : Karl Henrik Karlsson, historien suédois († 24 mai 1909).
- 14 novembre : Étienne Lapeyrère, botaniste français.
- 29 novembre : Theobald von Bethmann-Hollweg, homme politique (chancelier) allemand († 2 janvier 1921).

## Décès
- 4 novembre : Paul Delaroche, peintre français (° 1787).
- 9 novembre : Etienne Cabet (68 ans), à Saint-Louis (Missouri), théoricien communiste français, fondateur de la communauté des Icariens, dont il avait été exclu le mois précédent.
- 13 novembre : Ludwig Buchhorn, peintre et graveur allemand (° 18 avril 1770).
- 22 novembre : Albert Prisse, militaire, ingénieur, diplomate et homme d’État belge (° 24 juin 1788).